# Eudorella similis
Eudorella similis är en kräftdjursart som beskrevs av William Thomas Calman 1907. Eudorella similis ingår i släktet Eudorella och familjen Leuconidae. Inga underarter finns listade i Catalogue of Life.